# جورج براون (لاعب كرة قاعدة أمريكي)
جورج براون (بالإنجليزية: George Browne)‏ هو لاعب كرة قاعدة أمريكي، ولد في 12 يناير 1876 في ريتشموند في الولايات المتحدة، وتوفي في 9 ديسمبر 1920 في هايد بارك في الولايات المتحدة.

## وصلات خارجية
- جورج براون (لاعب كرة قاعدة أمريكي) على موقعبيزبول رفرنس.كوم (الدوري الرئيسي) (الإنجليزية)
- جورج براون (لاعب كرة قاعدة أمريكي) على موقعبيزبول رفرنس.كوم (الدوري الثانوي) (الإنجليزية)